# ماساتاكا أزوما
ماساتاكا أزوما (باليابانية: 我妻 正崇) هو مؤدي أصوات ياباني.

## الأدوار

### أنمي
2007
- البدلة المتنقلة كاندام 00

2008
- تو لاف-رو

2009
- جويل بت توينكل

## روابط خارجية
- ماساتاكا أزوما على موقع قاعدة بيانات الفيلم (الإنجليزية)
- ماساتاكا أزوما على موقع ANN person (الإنجليزية)